# Adolphe Eymael

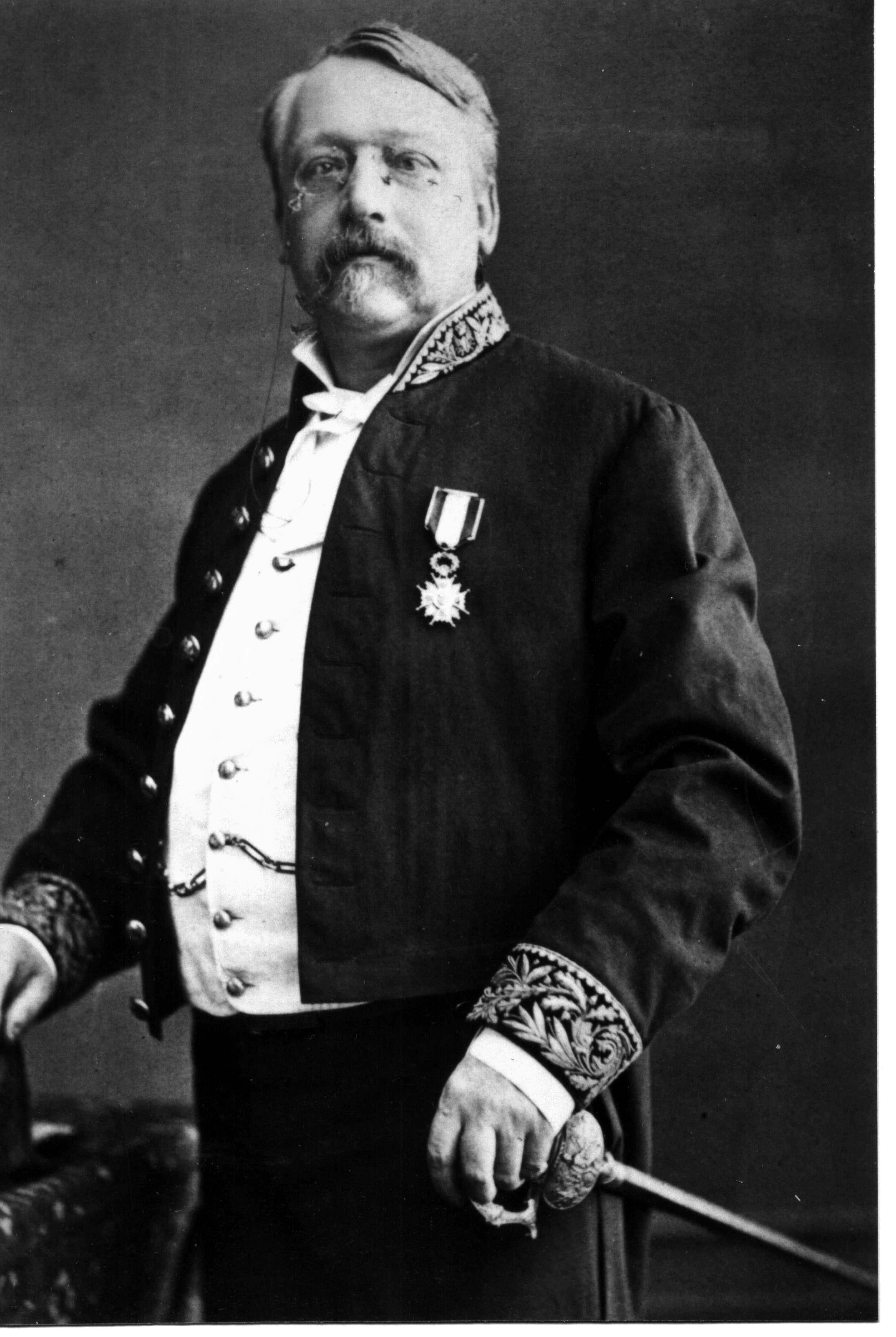
Adolphe Eymael, Chevalier de l'Ordre Royal d'Isabelle la Catholique

Adolphe Constantin Dominique Eymael, né le 4 juillet 1830 à Liège, où il est mort le 11 décembre 1904, est un pharmacien (diplômé de l'université de Liège), industriel et candidat sénateur belge.

## Biographie
Fils de Jean-Frédéric Eymael, négociant, et de Marie-Jeanne Musch, il naît le 4 juillet 1830 à Liège. Il obtient un diplôme de pharmacien à la Faculté de Médecine de l'Université de Liège. Propriétaire de pharmacies et d'usines chimiques, il est rentier. Amateur éclairé, il se constitue une collection de plus de 500 œuvres d'art et tableaux (Breughel, Jordaens, Lombard, Ruysdael, le Tintoret, Zurbaran…) qu'il expose dans ses hôtels particuliers de la place Saint-Jean (actuelle place Xavier Neujean) et du Mont Saint-Martin no 13 (ancien hôtel des Comtes de Méan qu'il acquiert en 1892 et dont il est le dernier propriétaire privé). Après sa mort en 1904, la vente aux enchères de cet exceptionnel patrimoine culturel dure dix jours et fut relatée dans la presse.
Il est inhumé au cimetière de Sainte-Walburge, dans le caveau de la famille. Son épouse Rosalie Dubois (descendante de Gilles Dubois dit Kerkenne, négociant à Batavia, dans les Indes néerlandaises, au XVIIe siècle) ainsi que leurs cinq enfants, leurs conjoints et d'autres membres de cette famille liégeoise, soit une vingtaine de personnes sont également enterrés dans ce caveau. L'hôtel des Comtes de Méan est acquis par l'ASBL « Le Home des Invalides » en 1920.
Adolphe Eymael était membre de la Société Libre d'Emulation (il y est reçu en 1873, en même temps que le compositeur César Franck) et voyage dans toute l'Europe : il enseigne à l'École Polytechnique de Moscou, est décoré par le Tsar, propose des traitements chimiques pour lutter contre le phylloxéra, soutenu par le Ministre français de l'Agriculture. Il publie des ouvrages scientifiques en Russie, en France, en Belgique et, en Espagne est promu chevalier de l'Ordre d'Isabelle-la-Catholique. Dès 1882, il se porte plusieurs fois candidat sénateur indépendant en régime censitaire mais n'est pas élu.

## Famille
Son neveu, Ferdinand Eymael, industriel lui aussi, fut le quatrième président du Vestiaire libéral de 1917 à 1929, conseiller communal, échevin et bourgmestre faisant fonction de la Ville de Liège.  Il meurt le 22 janvier 1929 et est inhumé au cimetière de Robermont. Un médaillon, œuvre du sculpteur Georges Petit est placé sur sa tombe par ses amis du Comité du Vestiaire libéral.
Le frère aîné d'Adolphe Eymael, le poète Frédéric Eymael fait des études de philosophie et de droit à l'université de Liège, meurt à 26 ans de l'épidémie de choléra qui sévit en 1849 et est inhumé, musique en tête, au cimetière de Robermont. Les anthologies de littérature belge disent de lui qu'il fut un disciple de Victor Hugo et d'Alfred de Musset, ses œuvres posthumes sont publiées en 1869 sous le nom de Reflets de Printemps.
Née en 1891, Adolphine, la fille aînée d'Adolphe Eymael passe toute sa jeunesse au Mont Saint-Martin et meurt âgée de 103 ans. Elle avait épousé Alfred Antoine, négociant, le petit-fils de Martin Dewandre, pharmacien. Son frère, Guillaume Antoine, devient professeur à l'École de Médecine vétérinaire de Cureghem, membre titulaire de l'Académie royale de médecine de Belgique. Grande mélomane, elle suit avec un vif intérêt la carrière musicale du violoniste liégeois Henri Koch que sa fille Emma avait épousé (la réception eut lieu dans la salle de bal de l'ancien hôtel familial du Mont Saint-Martin, l'hôtel des Comtes de Méan). Jusqu'à un âge avancé, elle assiste aux Concours Reine Élisabeth à Bruxelles. Elle qui jouait du piano et appréciait beaucoup le violon et les beaux-arts est comblée : sa fille Emma étudie le piano, son gendre, Henri Koch est un violoniste virtuose (après son décès, en 1969, la ville de Liège lui érige un buste, sculpté par Jacques de Biolley, placé au boulevard Piercot et donne son nom à une rue).

## Sources
- Bibliographie nationale, Dictionnaire des écrivains belges et catalogue de leurs publications, 1830-1880, t.II p.25, Bruxelles, Weisenbruch, 1892
- Adolphe Eymael, Simple aperçu sur l'épidémie régnante, recommandation hygiénique pour la prévenir et la combattre, Carmanne, Liège, 1866
- Adolphe Eymael, Lettres au Ministre de l'Agriculture et du Commerce de France ; Du phylloxéra, procédés chimiques pour le combattre et le détruire, Dethier, Liège, 1879
- Adolphe Eymael, École polytechnique de Moscou : Résumé des diverses applications des produits chimiques dans l'industrie et dans les arts, Carmanne, 1872
- Catalogue de la collection des tableaux anciens et modernes, dessins, gravures, meubles, porcelaines, marbres et objets d'art, délaissée par feu M. Adolphe Eymael, vente du 6 au 16 novembre 1905, Gand, 1905.
- C. Maîtrejean, Adolphe Eymael et Ernest Nagelmackers, candidats sénateurs censitaires, Université de Liège, 1982